# Austracista

Imperiais, Aguiluchos, Vigatans, Maulets y Arquiduquistas. A águia é o símbolo do Sacro Império Romano Germânico

Austracistas ou austriacistas e, às vezes, carolistas era como se chamavam os partidários do Arquiduque Carlos de Habsburgo, durante a Guerra de Sucessão Espanhola. Eles se localizavam, majoritariamente, nos territórios da Coroa de Aragão com maior presença na  Catalunha, em Aragão, em Valência e em Maiorca, embora também existissem em Castela.
Defendiam a manutenção dos sistemas forais e constitucionais que caracterizaram os Estados da Coroa de Aragão, em que cada reino tinha total independência econômica, militar, monetária, aduaneira etc. As únicas competências que estavam sob o poder do rei, em Madri, eram o Tribunal da Santa Inquisição e a política externa.
Seus antagonistas, eram os bourbônicos (angevinos, felipistas ou botiflers), eram os partidários de Felipe de Anjou, ou de Bourbon, neto do Rei Luis XIV da França.

## História
Ainda que tivessem presença na Coroa de Castela, onde se constituiu como Partido Aristocrático em torno da Rainha-Viúva Maria Ana de Neuburgo , os austrocistas localizavam-se majoritariamente  nos territórios da Coroa de Aragão: Reino de Aragão, Reino de Valência, Reino de Maiorca e Principado da Catalunha.

## Especificidades Regionais

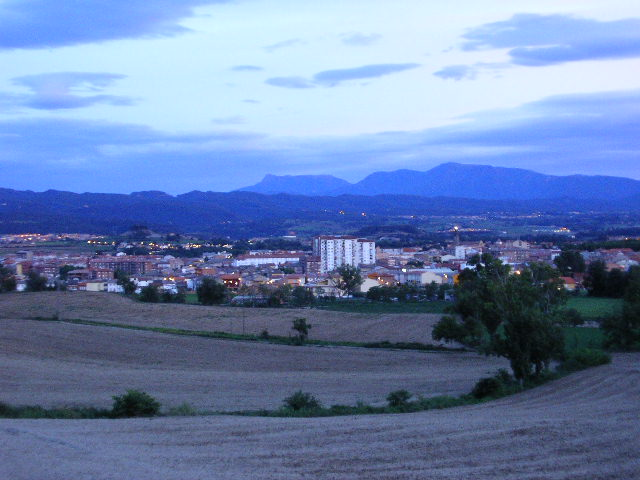
A Planície de Vic.

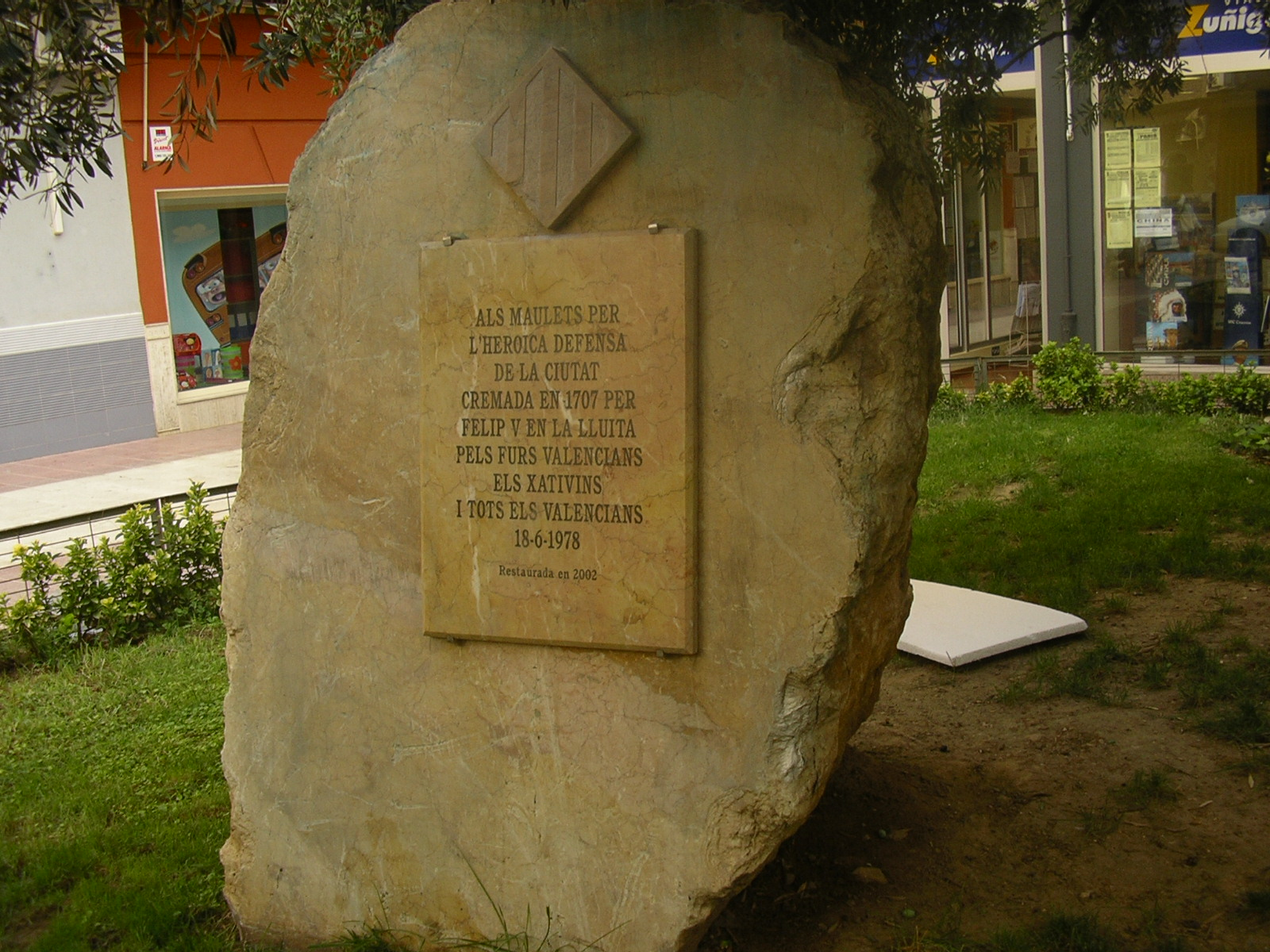
Maulets; monumento, erguido em Xativa, em homenagem aos austracistas Valencianos.

Austracistas, significa  "quem ama Áustria", incluídos vários outros apelidos.
Eles foram apelidado de Vigatans, por ser o  gentílico dos habitantes da cidade catalã de Vic, ou em sentido mais amplo, da Planície de Vic; vigatana refere-se a um tipo alpargata com cadarço. Esta alcunha vem do proeminente papel desempenhado pelos membros da classe dirigente da planície de Vic, conhecido como o Pacto de Vigatans, a favor de seu escolhido, o Arquiduque Carlos da Áustria. O nome oficial da unidade paramilitar formada pelo Vigatans era Companhia de Osona e eles iniciaram a revolta em 1705. Como resultado da Aliança Anglo-Catalã, secretamente ratificada pela Pacto de Gênova, os Vigatans proclamaram como Rei o Arquiduque da Áustria, sob o título de Carlos III, em Vic dia 1 julho 1705.
Os Austrocistas também foram apelidados de Imperiais, em referência ao Sacro Império Romano-Germânico, de os Maulets (em Valência), de os buteos (em referência ao brasão do Sacro Império e também da Casa de Habsburgo, de os austríacos ou ainda de os alemães. O termo Carlistas é usado também ou Carolista em referência ao primeiro nome Carlos, o Arquiduque da Áustria; Não deve ser confundido com os carlistas de 1830.

### Austracista Castelhano
Em diferença do que ocorreu na Coroa de Aragão, onde a causa do Arquiduque Carlos  teve amplo apoio social, na Coroa de Castela os seus apoiantes foram parte da Alta Nobreza, do Clero, dos funcionários de tipo médio e de alguns comerciantes prejudicados com o comércio francês. Embora fosse rara a adesão de segmentos populares, pois estavam a favor do pretendente francês, Felipe de Anjou.-.   Por outro lado foi o forte regalismo implantado na França por Luís XIV (galicanismo) um fator que determinou a escolha do Arquiduque Carlos.
O líder do austracismo castelhano foi Juan Tomás Enríquez de Cabrera, almirante de Castilha que antes da morte de Carlos II havia encabeçado, junto com a Rainha Maria Ana, o  "partido alemão" que intentou pressionar o Rei Carlos II para que em seu testamento nomeasse como seu sucessor o segundo filho do Sacro-imperador Leopoldo I, o Arquiduque Carlos, e quando Felipe V ocupou o trono marchou a Portugal onde conseguiu que seu Rei abandonasse a aliança com os Bourbons e se integrasse na Grande Aliança. Em 1703 publicou um Manifesto no qual denunciou que a vontade do Rei falecido, Carlos II, havia sido rejeitada quando se  escreveu seu testamento em favor de Felipe de Anjou para satisfazer a ambiçaõ de Luís XIV de «conquistar» Espanha e ademais argumentava que não se havia respeitado o testamento de que Felipe V renunciara a seus direitos sucessórios a Coroa da França, para evitar que se pudesse produzir a união dinástica das duas Monarquias. "Por todo isso inferia que os súditos podiam sentir-se livres do «contrato mútuo» de juramento de fidelidade, já que Felipe V os submetia a «escravidão» de uma «nação forasteira»... [Em esse sentido, também] denunciou que apesar das «quiméricas» promessas, o comércio interior e o das Índias haviam sido abarcado pelos franceses, do mesmo modo que estes compravam postos decisivos no  governo da monarquia".
Assim pois, no ideário do austracismo castelhano o elemento chave foi o fator dinástico -a legitimidade da Casa de Áustria frente a «ilegítima» Casa de Bourbon- como se pois manifesto no lema que ostentavam as bandeiras do primeiro regimento ao serviço de Carlos III , o Arquiduque, criado pelo Almirante de Castela, e  que passou à Catalunha em 1705: Pro Lege, Rege et Patria.

### O austracista da Coroa de Aragão
A razão principal da forte implantação que teve o  austracismo nos estados da Coroa de Aragão foi a confiança que a Casa de Áustria preservaria seus sistemas constitucionais ameaçados pela Casa Bourbônica (caracterizada pelo  absolutismo); alguns dos sistemas forais tinham suas raízes na Idade Média e que permaneceram por toda a modernidade política, em cada um dos reinos da Monarquia Hispânica (de Portugal até [[Flandres, passando por Nápoles) e que gozava de seu próprio particularismo nos assuntos fiscais, monetários, aduaneiros, militares, etc., de modo que a gestão da maior parte dos assuntos de política interior se realizava pelas instituições locais de forma quase independente seguindo a tradição hispânica, tratando-se a monarquia hispânica como uma monarquia composta pela agregação de vários Reinos, Estados e Senhorios radicados nas penínsulas itálica, ibérica e na  Europa central unidos na pessoa do monarca. As competências do monarca (exercidas a partir de Madri, a partir da fixação da corte na época de Felipe II) se centravam na política exterior e religiosa (por seu controle da Inquisição).
O enfrentamento entre as tendências centralista e particularista se havia produzido, já nos séculos anteriores, juridicamente (pleito do vice-rei estrangeiro) ou inclusive violentamente de forma esporádica (Alterações de Aragão, 1590, Sublevação da Catalunha, 1640-1659, Guerra da Restauração Portuguesa, 1640-1688). Não obstante, territórios de marcado pelo foralismo como o do Reino de Navarra, as províncias bascas e no Vale de Arán estiveram no grupo bournônico e  Felipe V as recompensou mantendo seus particularismos (direitos históricos).
Um felipista, Agustín López de Mendoza, conde de Robres, já assinalou em sua obra Historia das guerras civis de Espanha publicada durante a guerra que uma das causas de que os Estados da Coroa passaram para a causa do Arquiduque foi que «jugassem pouco seguras suas isenções sob o cetro de um monarca criado em uma corte sumamente absoluta».
No ideário do austracismo da Corona de Aragão, especialmente  da Catalunha, o fator dinástico não foi o elemento determinante como no austracismo castelhano, senão o sentimento antifrancês e, sobretudo, a defesa do modelo pactista e "constitucionalista" das relações entre o soberano e seus súditos, que antepunha a fidelidade a "pátria" a fidelidade ao Rei se este violasse as leis e instituições próprias que a caraterizavam e definiam. Que a defesa das «liberdades, leies e direitos da pátria» foi o elemento essencial do austracismo catalão, como demonstra o texto do Pacto de Gênova firmado em junho de 1705 entre o representante da Rainha Ana da Inglaterra e dos enviados dos vigatans - que haviam iniciado a sublevação austracista na Catalunha - em que se alude 17 vezes as Constituições catalães e a sua defesa frente a política repressiva levada a cabo pelos vice-rei nomeados por Felipe V - que por outro lado se queixavam de «que estreitavam suas Constituições», referindo-se ao poder efetivo que tinham no Principado-. De forma más radical o expressou um jurista austracista exiliado em Viena após a guerra: «Catalunha em qualidade de livre, não está sujeita ao direito de nada nem de ninguém, senão que está sujeita ao próprio direito».
Esta concepção "constitucionalista" do poder político  implicava a uma ideia plural da Monarquia Hispânica como o pois no manifiesto Francesc de Castellví em suas Narrações históricas escritas no exílio apos a derrota austracista:
Quanto ao sentimento antifrancês são inúmeras formas e austracistas de brochuras que usá-lo para minar a suporte para o "felipismo". Em um deles, ele disse:

### O exílio e o «austracismo persistente»
Após a queda de Barcelona em setembro de 1714, cerca de 30.000 austracistas marcharam para o exílio, e milhares foram para Viena, onde era a nova corte do arquiduque Charles, que, desde dezembro de 1711, era o Sacro Imperador Carlos VI do Sacro Império Romano. Há alguns deles ocuparam cargos muito importantes na Corte Imperial na medida em que falou da existência de uma correspondência de"espanhol" confrontado a "festa alemã".
Em 1725 assinadas o Tratado de Viena que terminou diplomaticamente a guerra da sucessão espanhola, como estipulado no mesmo Sacro Imperador Carlos VI renunciou aos seus direitos à Coroa de Espanha e reconheceu como Rei de Espanha e das Índias Felipe V, enquanto que este reconheceu a soberania do Sacro Imperador sobre as possessões da Itália e da Holanda que tinha correspondido a Monarquia Hispânica, antes da guerra. Em um dos documentos do Tratado Felipe V concede anistia para o austracistas e prometeu devolver-lhes seus bens, já que tinham sido confiscados durante a guerra e no período imediato ao pós-guerra. Também foram reconhecidos os títulos concedidos a eles "Carlos III, o Arquiduque", mas para levantar mais uma vez o Sacro Imperador o "caso dos catalães" - que já tinha surgido durante as negociações dos tratados de Utrecht-Rastatt - Felipe V voltou a recusar a restaurar as instituições e as leis dos Estados da Coroa de Aragão, e o Sacro Imperador acabou por aceitar, o que fez com que sofresse críticas entre certos setores austracistas.
A assinatura do Tratado de Viena levou à divisão do austracismo em duas tendências: uma que oficialista e dinasticista (com sede em Viena), considera ter obtido o máximo que poderia obter Felipe v a Anistia e o retorno da propriedade e dignidades do austracistas; e outra "constitucionalista" (baseada na Catalunha) considera-se que ele tinha renunciado o essencial - o retorno das leis - e instituições do PPrincipado e que ainda esperava uma mudança política.
[[Archivo:Record de l'aliança.jpg|right|thumb|250px|El opúsculo atribuído a Rafael Casanova Record de l'Aliança recorda ao Rei Jorge II da Inglaterra a aliança pactada em Gênova em 1705 entre o Principado da Catalunha e o Reino da Inglaterra a fim de auxiliar o Arquiduque Carlos "a inteira recuperaçãon de toda a Monarquia de Espanha",
A implicação de Felipe V na Guerra de Sucessão da Polônia (1733-1738) devido aos Pactos de Família desencadeou as esperanças dos austracistas em recuperar a «Libertade da Catalunha». Foi publicado em janeiro de  1736, o «22º ano de nossa escravidão».
Muito dos austracistas de Viena, especialmente quem ocupou cargos na corte imperial, não retornou para a Espanha, e lá permaneceu uma excelente actividade política e intelectual e manteve contactos, como a contagem de Cervellón ou o jurista Domènec Aguirre, com residentes em Espanha como Gregorio Mayans, de família austríaca e Manuel Martí Valencians proeminentes estudiosos.
A atividade publicitária desses exilados intensificou-se durante a crise internacional aberta pela Guerra de Sucessão da Polônia (1734-1738) e em que a "caso dos catalães' voltou a surgir. Naqueles anos, vários trabalhos apareceram como "Registro da Aliança", atribuída aos antigos "conseller en cap"(conselheiro chefe, em catalão Rafael Casanova e no qual denunciava os compromissos assumidos pelos britânicos; "A voz precursora da verdade", que defendeu a formação de um grande aliança antibournonica; ou "Via para um adormits els", que ele defendia a volta da monarquia para os Habsburgos e se não era possível para os britânicos para impor uma República livre do Principado. Embora o mais importante texto deste «" 'persistente austracismo"' ", como solicitado pelo historiador e economista Catalão Ernest Lluch, foi a"doença crônica e perigosa dos Reinos da Espanha e das Índias"(1741)do aragonês de origem navarra Juan Amor de Soria - que anos antes havia escrito um outro texto inédito intitulado" Addiziones e notas históricas a partir do ano de 1715 até 1736".
Em "doença crônica..." Juan Amor de Soria defendeu um austracismo renovado e propunha uma  Monarquia "federal" para o modelo de monarquia de Espanha, perto da de monarquia constitucional ao contrário da centralista e uniformista monarquia absoluta dos Bourbons e que iria desempenhar um papel fundamental os tribunais de cada Reino - para Amor de Soria, a razão para o declínio da Monarquia dos Habsburgos tinha sido a não Convocação das Cortes, «"e desta omissão terem nascido os males maiores dos Reinos e da enfermidade que hoje padecem"». Também defendeu «"unir e combinar os dois tronos" [o de Castela e de Aragão] "e suas nações," «desfazendo e destruindo as causas da enfermidade da Monarquia pela discórdia que tem prevalecido entre elas "". Para conseguir isso as Cortes de Castela, Aragão, Valencia e Catalunha deveriam se reunir a cada sete anos e que formariam uma assembleia territorial fixa composta por 11 deputados regionais (2 Castela, 1 da Andaluzia, Granada 1, Múrcia, Galiza, 1 de Navarra e dos territórios bascos e 4 da Coroa de Aragão). Finalmente advogava o estabelecimento de um Parlamento da Monarquia, que poderia ser convocada a cada 10 anos e que seria integrados os deputados dos reinos, dois Conselheiros de cada Conselho Supremo e um Secretário de Estado nomeado pelo Rei. "Em suma, a tendência para o reforço do poder da monarquia e as estruturas do governo no caminho da construção do Estado moderno, Amor de Soria tornou compatível com um esquema de constitucionalista e territorialmente plural, nos antípodas do modelo felipista", diz Joaquim Albareda.
Um exemplo de representante da «austracismo» persistente pode ser um escrito anônimo publicado em 1732, com o título de "necessário, justos e convenientes remédios para restaurar a saúde da Europa", em que é claro, como em outros textos, que o "caso dos catalães não se referia exclusivamente as"liberdades" do Principado da Catalunha, mas a todos os «reinos e domínios» da Monarquia de Espanha. Assim, no livreto defendeu a formação de uma grande aliança na Europa a restabelecer o equilíbrio Europeu e para libertar os espanhóis '"gemendo baixo mais dura escravidão do despotismo da casa de Bourbon" ' e restaurar